# Lijst van Phyllodactylidae
Onderstaand een lijst van alle soorten Phyllodactylidae. Er zijn 158 soorten die verdeeld worden in 10 geslachten. 
- Soort Asaccus andersoni
- Soort Asaccus arnoldi
- Soort Asaccus barani
- Soort Asaccus caudivolvulus
- Soort Asaccus elisae
- Soort Asaccus gallagheri
- Soort Asaccus gardneri
- Soort Asaccus granularis
- Soort Asaccus griseonotus
- Soort Asaccus iranicus
- Soort Asaccus kermanshahensis
- Soort Asaccus kurdistanensis
- Soort Asaccus margaritae
- Soort Asaccus montanus
- Soort Asaccus nasrullahi
- Soort Asaccus platyrhynchus
- Soort Asaccus saffinae
- Soort Asaccus tangestanensis
- Soort Asaccus zagrosicus
- Soort Garthia gaudichaudii
- Soort Garthia penai
- Soort Gymnodactylus amarali
- Soort Gymnodactylus darwinii
- Soort Gymnodactylus geckoides
- Soort Gymnodactylus guttulatus
- Soort Gymnodactylus vanzolinii
- Soort Haemodracon riebeckii
- Soort Haemodracon trachyrhinus
- Soort Homonota andicola
- Soort Homonota borellii
- Soort Homonota darwinii
- Soort Homonota fasciata
- Soort Homonota horrida
- Soort Homonota itambere
- Soort Homonota marthae
- Soort Homonota rupicola
- Soort Homonota septentrionalis
- Soort Homonota taragui
- Soort Homonota underwoodi
- Soort Homonota uruguayensis
- Soort Homonota whitii
- Soort Homonota williamsii
- Soort Phyllodactylus andysabini
- Soort Phyllodactylus angustidigitus
- Soort Phyllodactylus apricus
- Soort Phyllodactylus barringtonensis
- Soort Phyllodactylus baurii
- Soort Phyllodactylus benedettii
- Soort Phyllodactylus bordai
- Soort Phyllodactylus bugastrolepis
- Soort Phyllodactylus cleofasensis
- Soort Phyllodactylus clinatus
- Soort Phyllodactylus coronatus
- Soort Phyllodactylus darwini
- Soort Phyllodactylus davisi
- Soort Phyllodactylus delcampoi
- Soort Phyllodactylus delsolari
- Soort Phyllodactylus dixoni
- Soort Phyllodactylus duellmani
- Soort Phyllodactylus duncanensis
- Soort Phyllodactylus galapagensis
- Soort Phyllodactylus gerrhopygus
- Soort Phyllodactylus gilberti
- Soort Phyllodactylus gorii
- Soort Phyllodactylus hispaniolae
- Soort Phyllodactylus homolepidurus
- Soort Phyllodactylus inaequalis
- Soort Phyllodactylus insularis
- Soort Phyllodactylus interandinus
- Soort Phyllodactylus johnwrighti
- Soort Phyllodactylus julieni
- Soort Phyllodactylus kofordi
- Soort Phyllodactylus kropotkini
- Soort Phyllodactylus lanei
- Soort Phyllodactylus leei
- Soort Phyllodactylus leoni
- Soort Phyllodactylus lepidopygus
- Soort Phyllodactylus magister
- Soort Phyllodactylus magnus
- Soort Phyllodactylus maresi
- Soort Phyllodactylus martini
- Soort Phyllodactylus microphyllus
- Soort Phyllodactylus muralis
- Soort Phyllodactylus nocticolus
- Soort Phyllodactylus nolascoensis
- Soort Phyllodactylus pachamama
- Soort Phyllodactylus palmeus
- Soort Phyllodactylus papenfussi
- Soort Phyllodactylus paralepis
- Soort Phyllodactylus partidus
- Soort Phyllodactylus paucituberculatus
- Soort Phyllodactylus pulcher
- Soort Phyllodactylus pumilus
- Soort Phyllodactylus reissii
- Soort Phyllodactylus rutteni
- Soort Phyllodactylus santacruzensis
- Soort Phyllodactylus saxatilis
- Soort Phyllodactylus sentosus
- Soort Phyllodactylus simpsoni
- Soort Phyllodactylus sommeri
- Soort Phyllodactylus thompsoni
- Soort Phyllodactylus transversalis
- Soort Phyllodactylus tuberculosus
- Soort Phyllodactylus unctus
- Soort Phyllodactylus ventralis
- Soort Phyllodactylus wirshingi
- Soort Phyllodactylus xanti
- Soort Phyllopezus heuteri
- Soort Phyllopezus lutzae
- Soort Phyllopezus maranjonensis
- Soort Phyllopezus periosus
- Soort Phyllopezus pollicaris
- Soort Phyllopezus przewalskii
- Soort Ptyodactylus ananjevae
- Soort Ptyodactylus dhofarensis
- Soort Ptyodactylus guttatus
- Soort Ptyodactylus hasselquistii
- Soort Ptyodactylus homolepis
- Soort Ptyodactylus orlovi
- Soort Ptyodactylus oudrii
- Soort Ptyodactylus puiseuxi
- Soort Ptyodactylus ragazzii
- Soort Ptyodactylus rivapadiali
- Soort Ptyodactylus ruusaljibalicus
- Soort Ptyodactylus togoensis
- Soort Tarentola albertschwartzi
- Soort Tarentola americana
- Soort Tarentola angustimentalis
- Soort Tarentola annularis
- Soort Tarentola boavistensis
- Soort Tarentola bocagei
- Soort Tarentola boehmei
- Soort Tarentola boettgeri
- Soort Tarentola caboverdiana
- Soort Tarentola chazaliae
- Soort Tarentola crombiei
- Soort Tarentola darwini
- Soort Tarentola delalandii
- Soort Tarentola deserti
- Soort Tarentola ephippiata
- Soort Tarentola fascicularis
- Soort Tarentola fogoensis
- Soort Tarentola gigas
- Soort Tarentola gomerensis
- Soort Tarentola maioensis
- Soort Tarentola mauritanica
- Soort Tarentola mindiae
- Soort Tarentola neglecta
- Soort Tarentola nicolauensis
- Soort Tarentola parvicarinata
- Soort Tarentola pastoria
- Soort Tarentola protogigas
- Soort Tarentola raziana
- Soort Tarentola rudis
- Soort Tarentola substituta
- Soort Thecadactylus oskrobapreinorum
- Soort Thecadactylus rapicauda
- Soort Thecadactylus solimoensis